# Цілинна лощина з ярами
Цілинна лощина з ярами — один з об'єктів природно-заповідного фонду Запорізької області, ландшафтний заказник місцевого значення.
Заказник належить до переліку природно-заповідних територій, особливо важливих для збереження ландшафтного та біологічного різноманіття Запорізької області.

## Розташування
Об'єкт розташований на території Оріхівського району Запорізької області, в межах земель Омельницької сільської ради.

## Площа
Загальна площа ландшафтного заказника місцевого значення «Цілинна лощина з ярами» становить 185,8 га.

## Історія
Статус отримано рішенням Запорізького обласного виконавчого комітету від 17 серпня 1999 року

## Мета
Мета створення заказника — збереження ландшафтного та біологічного різноманіття, підтримання екологічного балансу, раціональне використання природних і рекреаційних ресурсів Запорізької області.

## Значення
Ландшафтний заказник місцевого значення «Цілинна лощина з ярами» має особливе природоохоронне, естетичне і пізнавальне значення.